# Algoritmo di Floyd-Warshall
L'algoritmo di Floyd-Warshall calcola il cammino minimo per tutte le coppie di un grafo pesato e orientato con una complessità {\displaystyle O(\left|V\right|^{3})}.
L'idea alla base di questo algoritmo è un processo iterativo che, scorrendo tutti i nodi, ad ogni passo h si ha (data una matrice A) nella posizione [i,j] la distanza - pesata - minima dal nodo di indice i a quello j attraversando solo nodi di indice minore o uguale a h. Se non vi è collegamento allora nella cella c'è infinito. Alla fine (con h = numero di nodi) leggendo la matrice si ricava la distanza minima fra i vari nodi del grafo.
Premesso ciò, si può dire che il problema si risolve in programmazione dinamica facendo uso teoricamente di una matrice cubica dove le ordinate e le ascisse sono i e j, mentre h è la profondità. Praticamente, invece, possiamo usare una sola matrice reiterandola piano per piano in h. Si comincia col ricavare la matrice di adiacenza del grafo (infinito dove non vi è collegamento), poi basandoci su di essa cominciamo, in ogni passo h successivo si esaminano ogni cella[i,j] della matrice A: se la somma della distanza tra i ed il nuovo nodo in esame h sommata alla distanza fra h e j è minore della distanza direttamente fra i e j allora si sostituisce quest'ultimo con la precedente somma (per andare dal nodo i al nodo j mi conviene passare per il nodo h).
Detto in modo un po' più formale se (Ah-1[i,h] + Ah-1[h,j]) < Ah-1[i,j] allora Ah[i,j] = (Ah-1[i,h] + Ah-1[h,j]) dove h è il piano che stiamo analizzando.
Sotto potete vedere un algoritmo in pseudocodice del procedimento descritto:
Inizializzazione
int [0..n, 0..n] dist;
for i := 1 to n
for j := 1 to n
dist[i][j] := Weight(i,j);
dove Weight(i,j) è una funzione che riporta il peso dell'arco da i a j, 0 nel caso in cui i = j oppure infinito se non esiste un arco da i da j nel grafo.
floydWarshall(int [0..n, 0..n] dist) {
for h := 1 to n
for i := 1 to n
for j := 1 to n
if (dist[i][j] > dist[i][h] + dist[h][j]) then
dist[i][j] := dist[i][h] + dist[h][j];

## Ricostruzione dei Cammini Minimi
Al termine della procedura sopra riportata abbiamo solamente ottenuto il peso del cammino minimo tra ogni coppia di nodi, ma non sappiamo ancora quali siano effettivamente i nodi che formano tali cammini. Per ottenere anche il percorso si fa uso di un'ulteriore struttura dati dove memorizziamo, per ogni coppia (i,j) il predecessore di j nel cammino minimo che li collega. In fase di inizializzazione, ovviamente, il predecessore di j nel cammino minimo i → j è i. L'algoritmo si modifica leggermente introducendo questo nuovo elemento:
```
# inizializzazione
int [0..n, 0..n] dist;
int [0..n, 0..n] pred;
for i := 1 to n
    for j := 1 to n
        dist[i][j] := Weight(i,j);
        pred[i][j] := i;
    endfor
endfor

# floyd-warshall
for h := 1 to n
    for i := 1 to n
        for j := 1 to n
            if (dist[i][j] > dist[i][h] + dist[h][j]) then
                dist[i][j] := dist[i][h] + dist[h][j];
                pred[i][j] := pred[h][j];
            endif
        endfor
    endfor
endfor

```

Se il cammino minimo tra i e j passa per il nodo h allora il predecessore di j in i→j sarà chiaramente il predecessore di j in h→j.
Una volta ottenuta la struttura dati pred possiamo ricostruire i cammini minimi tra ogni coppia di nodi. Supponiamo di voler ricostruire il cammino minimo P1,5 e che questo sia 1,3,4,5. Utilizziamo pred in questo modo:
1. Partiamo da pred[1][5], vale 4
2. Consideriamo ora pred[1][4], vale 3
3. Ora pred[1][3], che vale 1: Cammino ricostruito.